# Caritni
De Caritni (Oudgrieks Karitnoi) waren een Germaans volk dat genoemd wordt in Ptolemaeus' Geographia. Volgens Ptolemaeus bevond het volk zich in West-Beieren.